# Adicella acte
Adicella acte är en nattsländeart som beskrevs av Schmid 1994. Adicella acte ingår i släktet Adicella och familjen långhornssländor. Inga underarter finns listade i Catalogue of Life.